# Ditrema temminckii
Ditrema temminckii és una espècie de peix pertanyent a la família dels embiotòcids.

## Subespècies
- Ditrema temminckii pacificum (Katafuchi & Nakabo, 2007)
- Ditrema temminckii temminckii (Bleeker, 1853)[5]